# Un hologramme pour le roi
Pour plus de détails, voir Fiche technique et Distribution.
Un hologramme pour le roi (A Hologram for the King) est une comédie dramatique multinationale réalisée par Tom Tykwer, sortie en 2016.

## Synopsis
En 2010, en pleine période de récession, un cadre commercial américain, Alan Clay, se rend en Arabie saoudite pour le compte de son employeur afin de vendre à la famille royale, précisément à leur grand monarque visionnaire, un innovant système de visioconférence holographique en 3D pour une ville moderne qu'elle souhaite construire. Fraîchement divorcé, endetté et financièrement à sec, il mise beaucoup sur ce contrat juteux qui pourrait enfin le faire renouer avec la réussite mais aussi sa fille, à qui il a promis de financer ses études. Pourtant, à son arrivée, Clay remarque que le roi est absent, que son projet immobilier se résume à un désert infini et à des plans inachevés et que toute son équipe réside dehors, dans des tentes où il n'y a pas de connexion Internet et de nourriture. Alors que le monarque tarde à venir, Alan sympathise avec son chauffeur Yousef qui lui fait visiter le pays. Dérouté par les coutumes locales, empêtré dans une bureaucratie opaque, sans queue ni tête et humiliante, Clay ne souhaite que démontrer qu'il n'est pas un homme d'échecs en sauvant l'honneur de l'économie américaine. Pour cela, il obtiendra une aide insoupçonnée de Yousef et d'une jolie médecin saoudienne, Zahra, dont il tombe amoureux... 

## Fiche technique
- Titre original : A Hologram for the King
- Titre français : Un hologramme pour le roi
- Réalisation et scénario : Tom Tykwer, d'après le roman Un Hologramme pour le Roi (en) de Dave Eggers
- Photographie : Frank Griebe
- Décors : Uli Hanisch
- Costumes : Pierre-Yves Gayraud
- Musique : Tom Tykwer et Johnny Klimek
- Production : Tom Hanks, Stefan Arndt, Uwe Schott, Gary Goetzman, Arcadiy Golubovich
- Sociétés de production : Playtone, X-Filme Creative Pool, Primeridian Entertainment et Silver Reel
- Sociétés de distribution : Lionsgate, Roadside Attractions, Saban Films
- Genre : comédie dramatique
- Budget : 30 millions $ [1]
- Pays d'origine :  Allemagne,  États-Unis,  Royaume-Uni et  France
- Langue originale : anglais
- Durée : 97 minutes
- Dates de sortie [2] :
  -  États-Unis : 20 avril 2016 (festival du film de Tribeca) ; 22 avril 2016 (sortie limitée)
  -  Canada : 22 avril 2016
  -  Allemagne : 28 avril 2016
  -  Royaume-Uni : 20 mai 2016
  -  France : 3 mars 2020 (vidéo)

## Distribution
- Tom Hanks (VF : Jean-Philippe Puymartin ; VQ : Tristan Harvey) : Alan Clay
- Alexander Black : Yousef
- Sarita Choudhury (VQ : Valérie Gagné) : Zahra
- Sidse Babett Knudsen (VQ : Marika Lhoumeau) : Hanne
- Ben Whishaw : Dave
- Tom Skerritt : Ron
- Tracey Fairaway : Kit
- David Menkin : Brad
- Khalid Laith (VQ : Christian Perrault) : Karim Al-Ahmed
- Rolf Saxon : Joe Trivoli
- Jay Abdo : Dr. Hadad
- Dhafer El Abidine : Hassan
- Amira El Sayed : Maha

## Production
Le film a été tourné :
- Au Maroc
  - Casablanca
  - Rabat (Institut Royal de la Culture Amazighe - Ircam)